# Камара, Крис
Кристофер Камара (англ. Christopher Kamara; 25 декабря 1957, Мидлсбро, Англия) — английский футболист, играющий на позиции полузащитника.

## Карьера
Камара родился в Мидлсбро, Норт Райдинг ов Йоркшир, в семье сьерралеонца - Алимаму Киндо «Альберт» Камара,  в Рождество 1957 года. Благодаря гражданству своего отца, Кристофер имел право играть за сборную Сьерра-Леоне на Кубке Африканских Стран 1994 года, но Камара отклонил предложение.
Его отец был заядлым игроком, благодаря чему, его жене Ирине приходилось, порой, просить денег у соседей, чтобы обеспечить пропитание Крису, его брату Джорджу и сестре Марии. Будучи одной из немногих черных семей в Парк-Энде, Мидлсбро, семья часто подвергалась насилию на почве расизма.